# Stari Martinac
Stari Martinac je naseljeno mjesto u sastavu općine Srbac, Republika Srpska, BiH.

## Stanovništvo
| Stari Martinac     |              |
| Godina popisa      | 1991.        |
| Srbi               | 428 (94,69%) |
| Hrvati             | 0            |
| Muslimani          | 0            |
| Jugoslaveni        | 11 (2,43%)   |
| ostali i nepoznato | 13 (2,88%)   |
| ukupno             | 452          |